# Стюарт, Роб
Роб Стюарт (англ. Rob Stewart; род. 23 июля 1961, Торонто) — канадский актёр. Наиболее известен своими ролями в сериалах Тропическая жара (1991—1993) и Никита (2010—2012).

## Ранние годы
Вырос в одном из районов Бремптона (пригород Торонто). В детстве любил играть в хоккей и мечтал стать профессиональным игроком. Но из-за полученной в 17 лет травмы он лишился почки, и ему пришлось отказаться от предложенной стипендии в области спорта.
Роб поступил в Университет Уотерлу, где специализировался на английском и латинском языках. Чтобы заработать денег на учёбу, ему пришлось петь под гитару в местных ресторанчиках. А в летнее время года он выполнял каскадерские трюки и акробатические номера в парке развлечений Canada's Wonderland.

## Личная жизнь
Стюарт познакомился со своей будущей женой Селией в Мексике на съемках первого сезона сериала «Тропическая жара». С 2001 года они проживают в Канаде. У пары есть сын.
Рост актера 1,83 метра.

## Карьера
На протяжении своей карьеры исполнял второстепенные роли во многих сериалах. Кроме того, снялся в одной из главных ролей в сериале Питера Бенчли «Амазония».
В 2007 году сыграл ведущую мужскую роль в сериале «Победившая боль».
Помимо актёрской деятельности, Стюарт является продюсером и сценаристом.

## Популярность в Сербии
В 2008 году Стюарт обратил внимание, что в одной из фан-групп сериала «Тропическая жара» на Facebook очень много подписчиков из Сербии. Так актёр узнал о своей большой популярности в стране. В 1990-х сериал многократно транслировался на разных сербских каналах и приобрёл популярность. Персонаж Стюарта, частный детектив Ник Слотер, стал популярным представителем массовой культуры и был апроприирован. Комиксист Алекса Гайич сделал Слотера персонажем своих комиксов, в которых тот поддерживал антимилошевское протестное движение. Участники демонстраций использовали юмористические лозунги «Слотера Ника в президенты» (серб. Slotera Nika za predsednika), «Каждая мать должна быть счастлива, имея такого сына, как Ник Слотер» (серб. Svakoj majci treba da je dika, koja ima sina k'o Slotera Nika) и другие. Популярным стал и изначально локальный лозунг «Слотер Ник, Жарково взывает к тебе!» (серб. Sloteru Niče, Žarkovo ti kliče!). Данный призыв, в последствие, превратился в воззвание от имени всей страны. В 1998 году группа Atheist Rap выпустила песню Slaughteru Nietzsche, посвящённую персонажу и использовала меметичный лозунг «Слотер Ник, Сербия взывает к тебе» (серб. Sloteru Niče, Srbija ti kliče). 
Узнав о своей популярности в регионе в конце 2000-х, Ник Слотер отправился в турне по Сербии. В результате, о той поездке, был снят документальный фильм «Слотера Ника в президенты!», в котором он встречался с поклонниками, с музыкантами группы Atheist Rap, представителями движения «Отпор!» и другими гражданами страны.
14 апреля 2025 года Роб Стюарт от своего имени и имени своего персонажа записал видеобращение в поддержку студентов Сербии, выступающих против коррупции и за политические преобразования в стране. 

## Избранная фильмография
| Год       | Фильм / Сериал                                 | Название на языке оригинала  | Роль                   |
| --------- | ---------------------------------------------- | ---------------------------- | ---------------------- |
| 1988      | Альфред Хичкок представляет (телесериал, 1985) | Alfred Hitchcock Presents    | Bradley                |
| 1991-1993 | Тропическая жара                               | Sweating Bullets             | Nick Slaughter         |
| 1994      | Горец (телесериал)                             | Highlander                   | Axel                   |
| 1999-2000 | Амазония (телесериал)                          | Amazon                       | Эндрю Тэлбот           |
| 2001      | Детектив Нэш Бриджес                           | Nash Bridges                 | Dr. Kent McCall        |
| 2009      | Быть Эрикой                                    | Being Erica                  | Norm                   |
| 2010      | Дело Дойлов (сериал)                           | Republic of Doyle            | Victor Beerman / Turk  |
| 2010      | Зов крови (телесериал)                         | Lost Girl                    | Lyle Harrison          |
| 2010-2012 | Никита                                         | Nikita                       | Рон                    |
| 2011      | Военный госпиталь (телесериал)                 | Combat Hospital              | Major Kenneth Winacott |
| 2012      | Дерзкий Лос-Анджелес                           | The L.A. Complex             | Gary                   |
| 2012      | Слотера Ника в президенты!                     | Slotera Nika za predsednika! | в роли себя            |
| 2012-2013 | Красавица и чудовище                           | Beauty and the Beast         | Mr. Chandler           |
| 2013      | Вызов                                          | Defiance                     | Эдди Брэддок           |
| 2015      | Царство                                        | Reign                        | Envoy Lord / Burgess   |
| 2015      | Тёмная материя                                 | Dark Matter                  | Nassan                 |
| 2015-2016 | Киллджойс                                      | Killjoys                     | Клайн                  |
| 2016      | Слэшер                                         | Slasher                      | Алан Генри             |
| 2017      | Кодахром                                       | Kodachrome                   | Лепсельтер             |